# Maj 2007
Dogodki v maju 2007.

## Arhivirane novice
| maj 2007 |
| - Ameriški podjetji Dell in Canonical, ki razvija distribucijo Linuxa Ubuntu sta v skupni izjavi za javnost uradno potrdila, da bo Dell na svojih namiznih in prenosnih računalnikih, zaradi številnih prošenj njihovih uporabnikov na portalu IdeaStorm, ponujal Ubuntu Feisty Fawn. (Monitor) - Po prvih neuradnih rezultatih sodeč je Nicolas Sarkozy zmagovalec drugega kroga predsedniških volitev v Franciji. (RTV SLO) - Ko turški parlament že drugič zapored ni bil sklepčen pri glasovanju za državnega predsednika, je zmerni islamist Abdullah Gül odstopil od predsedniške kandidature. (RTV SLO) - Nova odkrita supernova, zvezda strokovno imenovana SN 2006gy, iz galaksije NGC 1260 SN, v neposredni bližini naše galaksije, je eksplodirala v siloviti eksploziji, njeni delci pa so se razpršili v vesolje. (RTVSLO) - Brazilec Felipe Massa s Ferrarijem je osvojil najboljši štartni položaj na kvalifikacijah pred Veliko nagrado Španije, četrto dirko Formule 1 v sezoni 2007. (RTVSLO) - Brazilec Felipe Massa s Ferrarijem je zmagal na Veliki nagradi Španije, četrti dirki Formule 1 v sezoni 2007. Britanec Lewis Hamilton pa je z drugim mestom postal najmlajši dirkač v zgodovini Formule 1, ki vodi v dirkaškem prvenstvu. Pred tem je rekord držal pokojni Novozelandski dirkač Bruce McLaren, ustanovitelj Hamiltonovega moštva McLaren. (RTVSLO) - V Tržiču so se končali 35. mednarodni dnevi mineralov, fosilov in okolja Tržič 2007. (Občina Tržič) - Španec Fernando Alonso z McLarnom je osvojil najboljši štartni položaj na kvalifikacijah pred Veliko nagrado Monaka, peto dirko Formule 1 v sezoni 2007. (RTVSLO) - Španec Fernando Alonso z McLarnom je zmagal na Veliki nagradi Monaka, peti dirki Formule 1 v sezoni 2007, ki se je končala brez prehitevanj na stezi. (RTVSLO) |